# Genua vara
O-benen (Latijn: genua vara) is een knik bij de knieën waarbij het scheenbeen ten opzichte van het dijbeen naar binnen toe gericht is in plaats van licht naar buiten toe. Dit geeft de benen een O-vorm. O-benen zijn het tegenovergestelde van X-benen, waar de onderbenen te ver naar buiten gericht zijn.
Bij de geboorte hebben alle kinderen in zekere mate O-benen. Het scheenbeen en het dijbeen hebben een buitenwaarts gebogen vorm en de voetzolen zijn naar elkaar toegericht. In het eerste levensjaar verandert dat langzaam: het scheen- en dijbeen worden rechter, en de voetzolen draaien naar beneden. Tegen de tijd dat de kinderen beginnen te lopen zijn de benen zo gegroeid dat ze het lichaamsgewicht kunnen dragen.
Medische problemen aan het skelet, zoals rachitis of tumoren kunnen de groei van het skelet beïnvloeden, hetgeen resulteert in genua vara.